# Высокоскоростной наземный транспорт

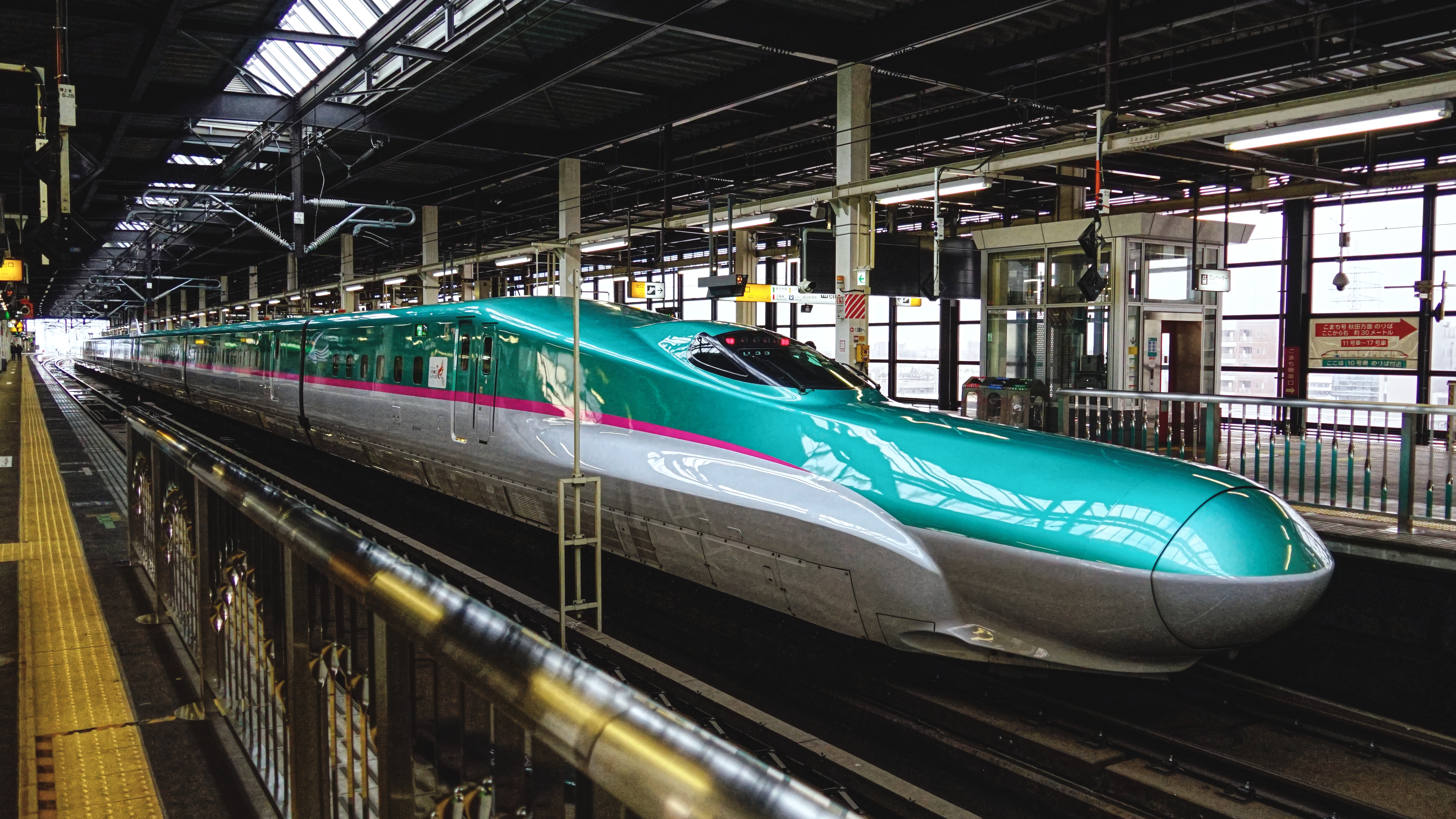
Высокоскоростной электропоезд серии E5 сети Синкансэн максимальная служебная скорость 320 км/ч

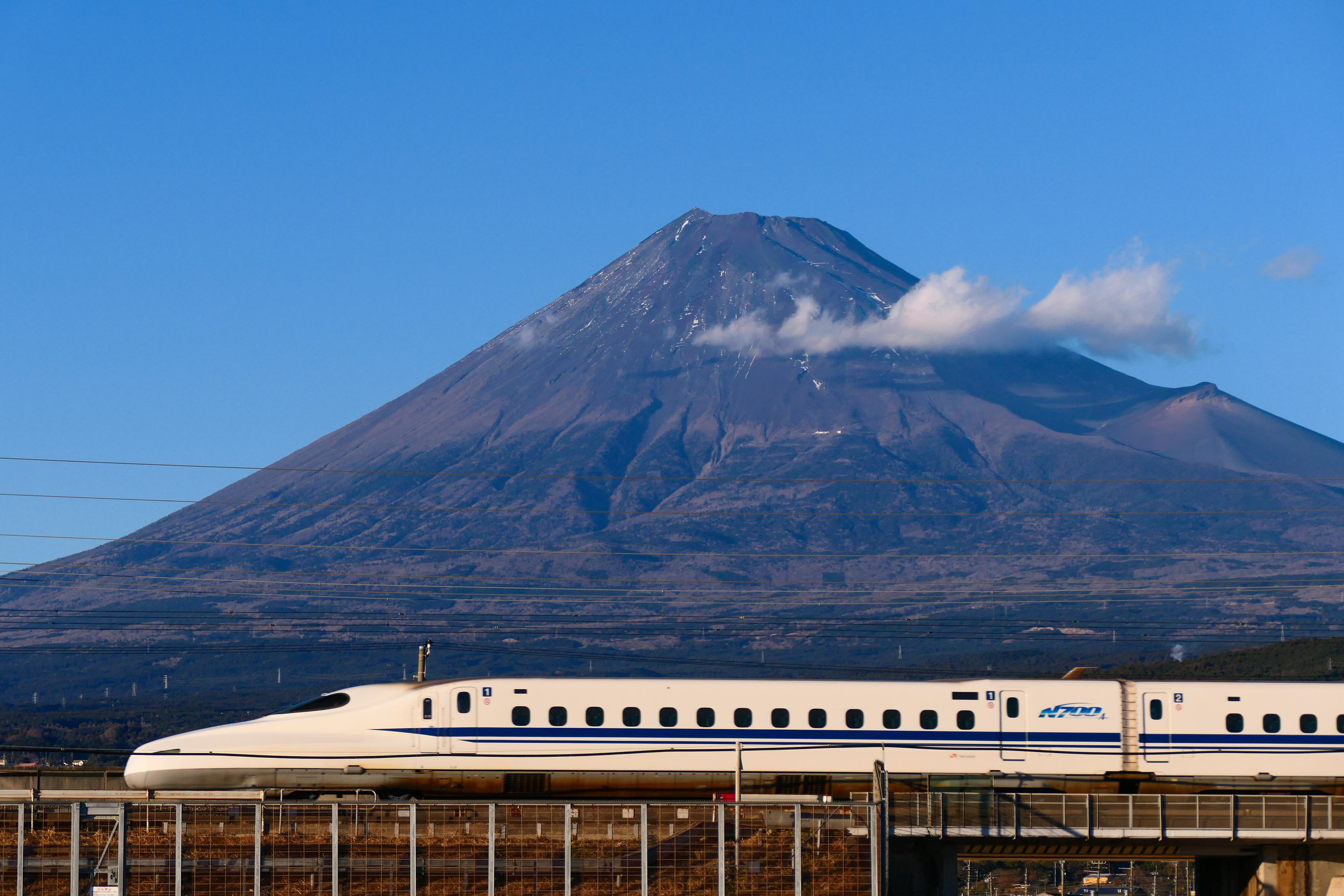
Высокоскоростной поезд Синкансэн в Японии на фоне горы Фудзи. Токайдо Синкансэн, соединяющий города Токио и Осака, была первой в мире высокоскоростной железнодорожной дорогой.

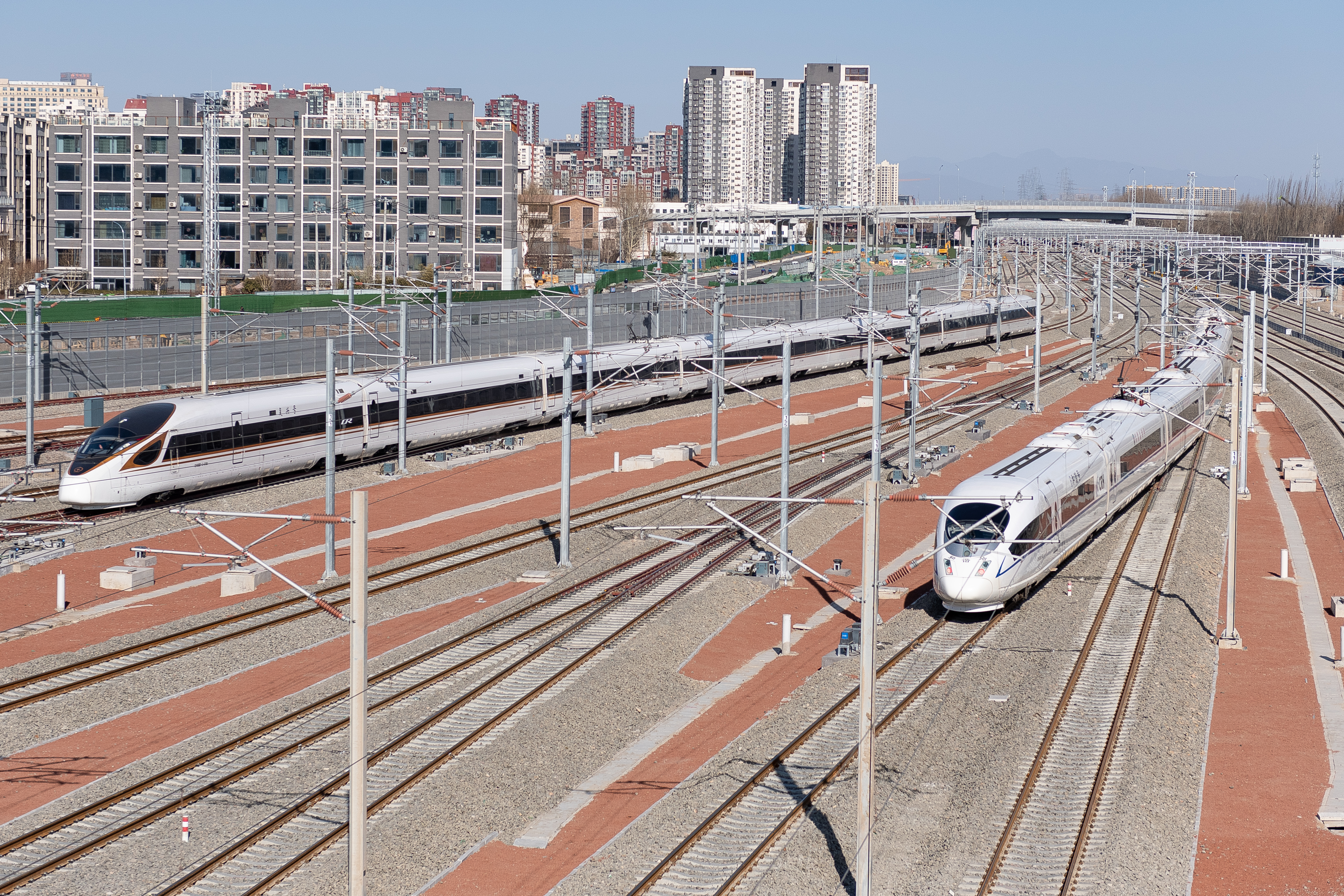
Высокоскоростные поезда Китайской железной дороги на железнодорожной станции Пекин Чаоян ; Китай имеет самую разветвленную сеть высокоскоростных железных дорог в мире

Высокоскоростной наземный транспорт (ВСНТ) — наземный железнодорожный транспорт, обеспечивающий движение скоростных поездов со скоростью свыше 250 км/ч по специализированным путям, либо со скоростью более 200 км/ч по модернизированным существующим путям.
Современные высокоскоростные поезда в штатной эксплуатации развивают скорости до 350—400 км/ч, а в испытаниях и вовсе могут разгоняться до 560—580 км/ч. Благодаря быстроте обслуживания и высокой скорости движения они составляют серьёзную конкуренцию другим видам транспорта (например, воздушному), сохраняя при этом такое свойство всех поездов, как низкая себестоимость перевозок при большом объёме пассажиропотока.
Впервые регулярное движение высокоскоростных поездов началось в 1964 году в Японии по проекту «Синкансэн». В 1981 году поезда ВСНТ стали курсировать и во Франции, а вскоре бо́льшая часть западной Европы, включая даже островную Великобританию, стала связана единой высокоскоростной железнодорожной сетью. В начале XXI века мировым лидером по развитию сети высокоскоростных линий, а также эксплуатантом первого регулярного высокоскоростного маглева стал Китай.
В России регулярная эксплуатация скоростных поездов «Сапсан», по общим путям с обычными поездами, началась в конце 2009 года. По стандартам международного союза железных дорог в настоящий момент в России нет специально построенных под высокие скорости высокоскоростных железнодорожных магистралей (со скоростью свыше 250 км/ч), идёт проектирование первой ВСМ Москва — Санкт-Петербург через Великий Новгород с ориентировочным началом движения в 2028 году и временем в пути 2 ч 15 мин (по объявленным в декабре 2020 года данным ответственного за ВСМ заместителя гендиректора — главного инженера РЖД Сергея А. Кобзева). Однако по стандартам международного союза железных дорог железнодорожная линия Санкт-Петербург — Москва (Октябрьская железная дорога, протяжённость 650 км) является первой модернизированной высокоскоростной магистралью в России (со скоростью свыше 200 км/ч). На большей части данной магистрали поезда следуют с максимальной скоростью 200 км/ч; на участке Окуловка — Мстинский мост — до 250 км/ч, минимальное время в пути между столицей и Санкт-Петербургом составляет 3 ч 30 мин. При обильных снегопадах скорость «Сапсанов» заметно снижается. Рассматривается также вопрос о проектировании второй ВСМ Москва — Казань. В январе 2019 года было одобрено строительство первого участка магистрали от Железнодорожного Московской области до Гороховца во Владимирской, однако затем проект был отложен из-за нерентабельности и недостаточного пассажиропотока.
В основном высокоскоростные поезда перевозят пассажиров, однако существуют разновидности, предназначенные и для перевозки грузов. Так, французская служба La Poste на протяжении 30 лет использовала специальные электропоезда TGV, служившие для перевозки почты и посылок (их эксплуатация завершена в июне 2015 года из-за сократившегося в последние годы объёма почтовых отправлений).
В среднем по европейским стандартам строительство 1 км высокоскоростной магистрали стоит 20—25 миллионов евро, её годовое обслуживание в расчёте на 1 км — 80 тысяч евро. Стоимость одного поезда для ВСМ с 350 сидениями колеблется от 20 до 25 млн евро, его годовое содержание обходится в 1 млн евро.

## Определение
Понятие Высокоскоростной наземный транспорт (а также Высокоскоростной поезд) относительно условно и может отличаться как по странам, так и по историческим периодам. Так, ещё в начале XX века высокоскоростными называли поезда, следующие со скоростями выше 150—160 км/ч. В связи с дальнейшим ростом скоростей поездов данная планка постепенно увеличивалась. В настоящее время, например, в России и Франции, (на обычных линиях) её величина составляет 200 км/ч, в Японии, а также в той же Франции (но для специализированных линий) — 250 км/ч, в США — около 190 км/ч и так далее.
Помимо этого, во многих странах объединены такие понятия, как Высокоскоростной поезд и Скоростной поезд. Несмотря на то, что советские/российские (использование) ЭР200 и ЧС200 (локомотив поездов «Аврора» и «Невский экспресс») в испытательных поездках достигали скорости в 220 км/ч, высокоскоростными они не являются, так как их максимальная эксплуатационная скорость не превышает 200 км/ч.

## Сфера применения
Высокоскоростной наземный транспорт рациональнее применять между отдалёнными объектами, прежде всего, при наличии большого регулярного пассажиропотока, например, между городом и аэропортом, в курортных зонах или между двумя крупными городами. Этим и объясняется распространение высокоскоростных поездов в таких странах, как Япония, Франция, Германия и многих других, где высокая плотность населения городов. Учитывается возможность расположения станций в удобном для пассажиров месте, иначе жителям из пригородов будет быстрее добраться до другого города на автотранспорте, если дорога до железнодорожного вокзала занимает слишком много времени.
Также высокоскоростные поезда эффективны в условиях высоких цен на нефтепродукты, так как в основном питание для высокоскоростных поездов поступает от электростанций, которые могут использовать возобновляемые ресурсы (например, энергию падающей воды).
В Европе планируют сделать высокоскоростными и грузовые поезда.

## История

### Поезда увеличивают скорости

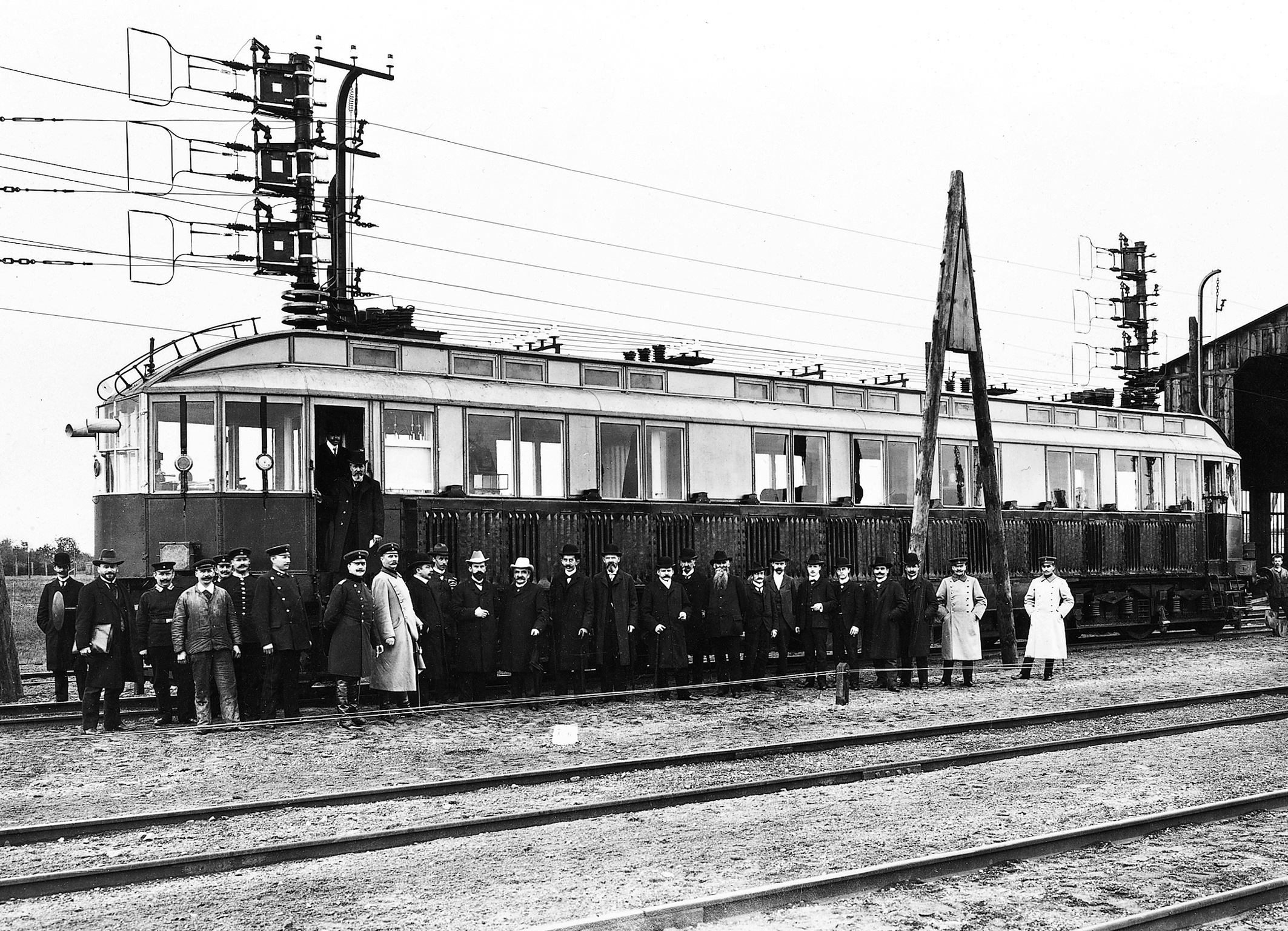
Экспериментальная электромотриса фирмы: Siemens & Halske 1903 год

Вскоре после открытия первых общественных железных дорог публика высоко оценила возможности поездов как быстрого транспортного средства. Так, на проведённых в 1829 году Рейнхильских состязаниях паровоз «Ракета» достиг скорости 38,6 км/ч (по другим данным — 46,7 км/ч), что на то время являлось мировым рекордом скорости. В дальнейшем максимальные скорости поездов продолжали расти, и в сентябре 1839 года паровозом «Ураган» на дороге «Грейт Вестерн» (Великобритания) был преодолён скоростной рубеж в 160,9 км/ч. 10 мая 1893 года скоростной паровоз № 999[что?].
Скоростной рубеж в 200 км/ч был преодолён 6 октября 1903 года (за месяц до первого полёта самолёта) на тестовой линии Мариенфельде — Цоссен (пригород Берлина) экспериментальный электровагон, созданный компанией Siemens & Halske, показал рекордную скорость 206 км/ч. В конце того же месяца (28 октября) уже другой электровагон от фирмы AEG показал скорость в 210,2 км/ч.

### Первые высокоскоростные магистрали

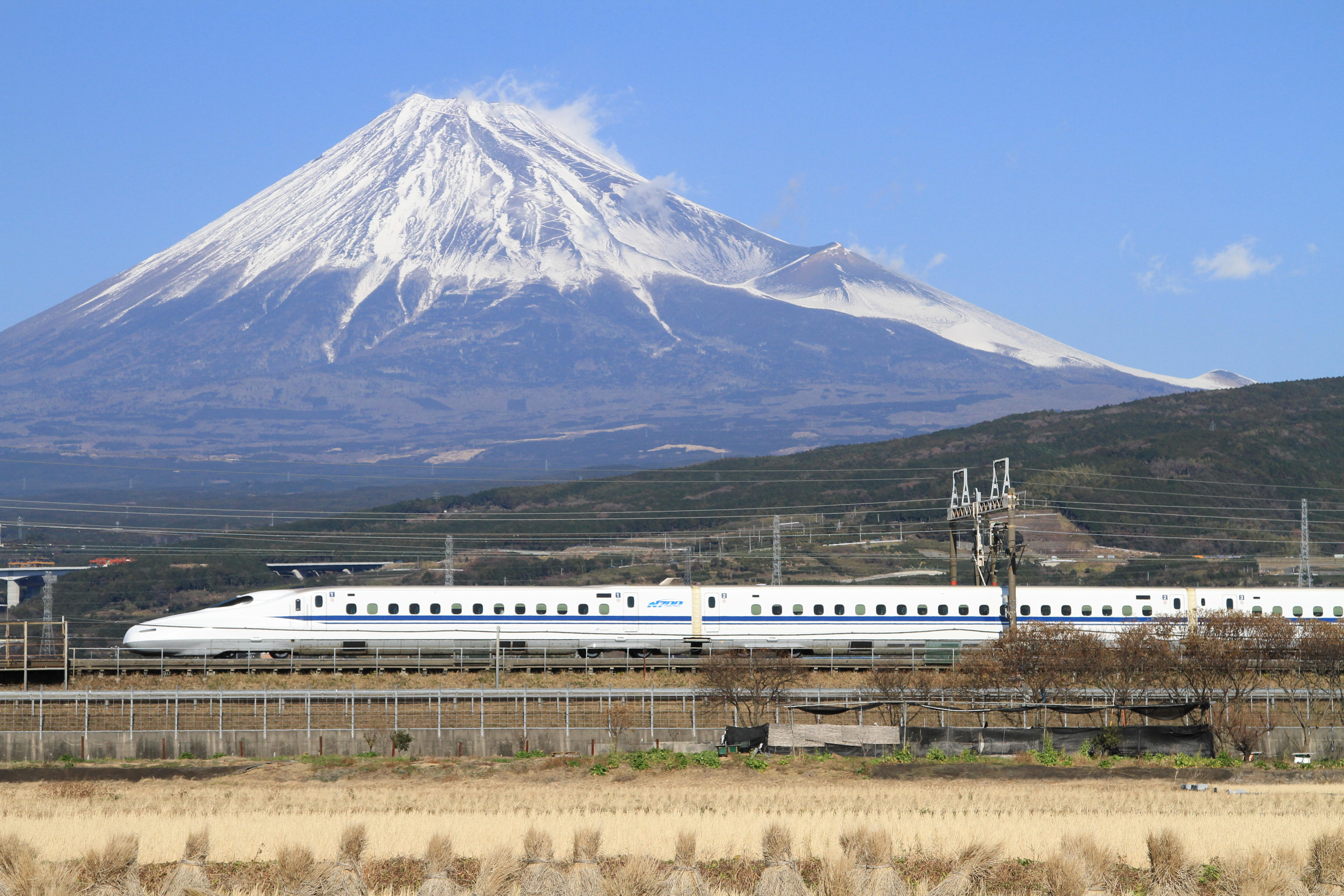
Наравне с вулканом Фудзи, электропоезда «Синкансэн» стали одним из символов Японии

Несмотря на многочисленные проекты в европейских странах, первая общественная высокоскоростная железная дорога появилась на другом конце континента — в Японии. В этой стране в середине 1950-х годов резко обострилась транспортная ситуация вдоль восточного побережья острова Хонсю, что было связано с высокой интенсивностью пассажирских перевозок между крупнейшими городами страны, особенно между Токио и Осака. Используя в основном иностранный опыт (особенно американский), Администрация японских железных дорог довольно быстро (1956—1958 гг.) создала проект высокоскоростной железной дороги между этими двумя городами. Строительство дороги началось 20 апреля 1959 года, а 1 октября 1964 года первая в мире ВСМ была запущена в эксплуатацию. Ей присвоили название «Токайдо», протяжённость трассы составляла 515,4 км, а максимальная допустимая скорость поездов 210 км/ч. Дорога быстро завоевала популярность у населения, о чём, например, свидетельствует прирост объёма выполненных на линии пассажирских перевозок:
- с 1 октября 1964 по 31 марта 1965 — 11 млн пассажиров;
- с 1 апреля 1966 по 31 марта 1967 — 43,8 млн пассажиров;
- с 1 апреля 1971 по 31 марта 1972 — 85,4 млн пассажиров.

Уже в 1967 году дорога стала приносить прибыль, а к 1971 полностью окупила затраты на строительство.

### ВСМ объединяются в сеть
В 1985 году, то есть через год после начала работы сети TGV, Комиссия по транспорту Европейских сообществ (ЕС) выдвинула ряд важных предложений по организации высокоскоростного сообщения в Европе. К тому времени уже отчётливо виднелись проблемы всеобщей автомобилизации, что отрицательно сказывалось не только на транспортной, но и экологической обстановке. Первоначально предложения об объединении ВСМ в единую сеть касались лишь магистралей, создаваемых по планам SNCF, однако вскоре были созданы и международные проекты.
Для проверки возможности реализации данной идеи была сформирована рабочая группа из специалистов из Международного союза железных дорог и Сообщества Европейских железных дорог, которая в 1989 году разработала «Предложения по Европейской высокоскоростной железнодорожной сети», на основании которых Совет министров ЕС образовал рабочую группу под названием «Группа высокого уровня» (известна также как группа «Высокая скорость»). В данную группу входили представители стран-членов ЕС, железнодорожных компаний, предприятий, выпускающих железнодорожную технику, а также ряда прочих заинтересованных компаний. 17 декабря 1990 года Совет министров ЕС одобрил разработанные Группой отчёт «Европейская сеть высокоскоростных поездов» и прилагаемый к нему генеральный план по развитию высокоскоростных железных дорог в Европе до 2010 года.

## Технологии

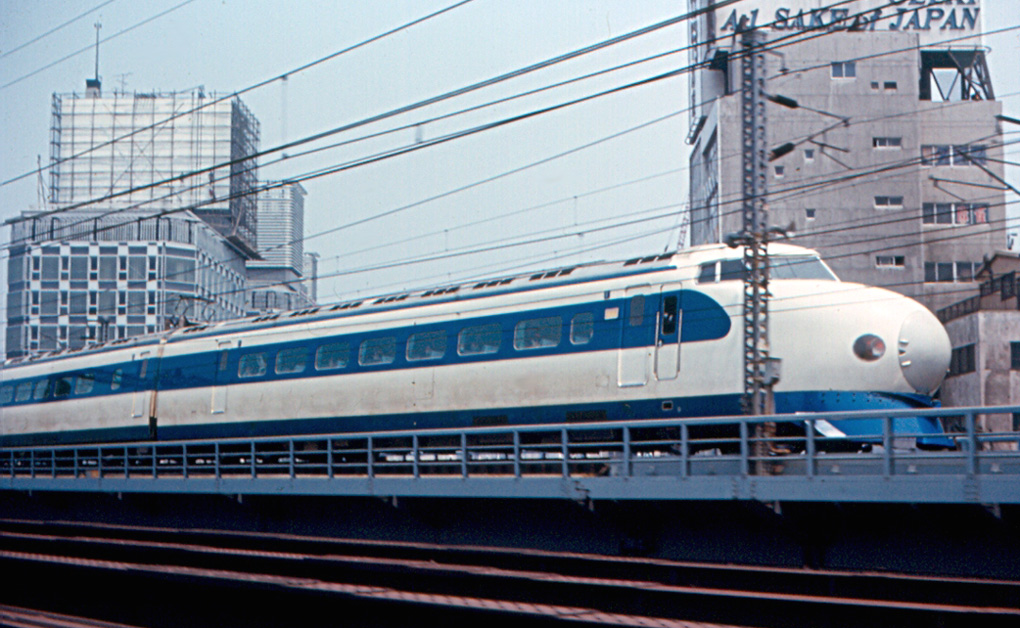
Первый регулярный высокоскоростной электропоезд Синкансэн серии 0 с обтекаемой тупой носовой частью, подобной авиалайнерам, май 1967 года, Токио.

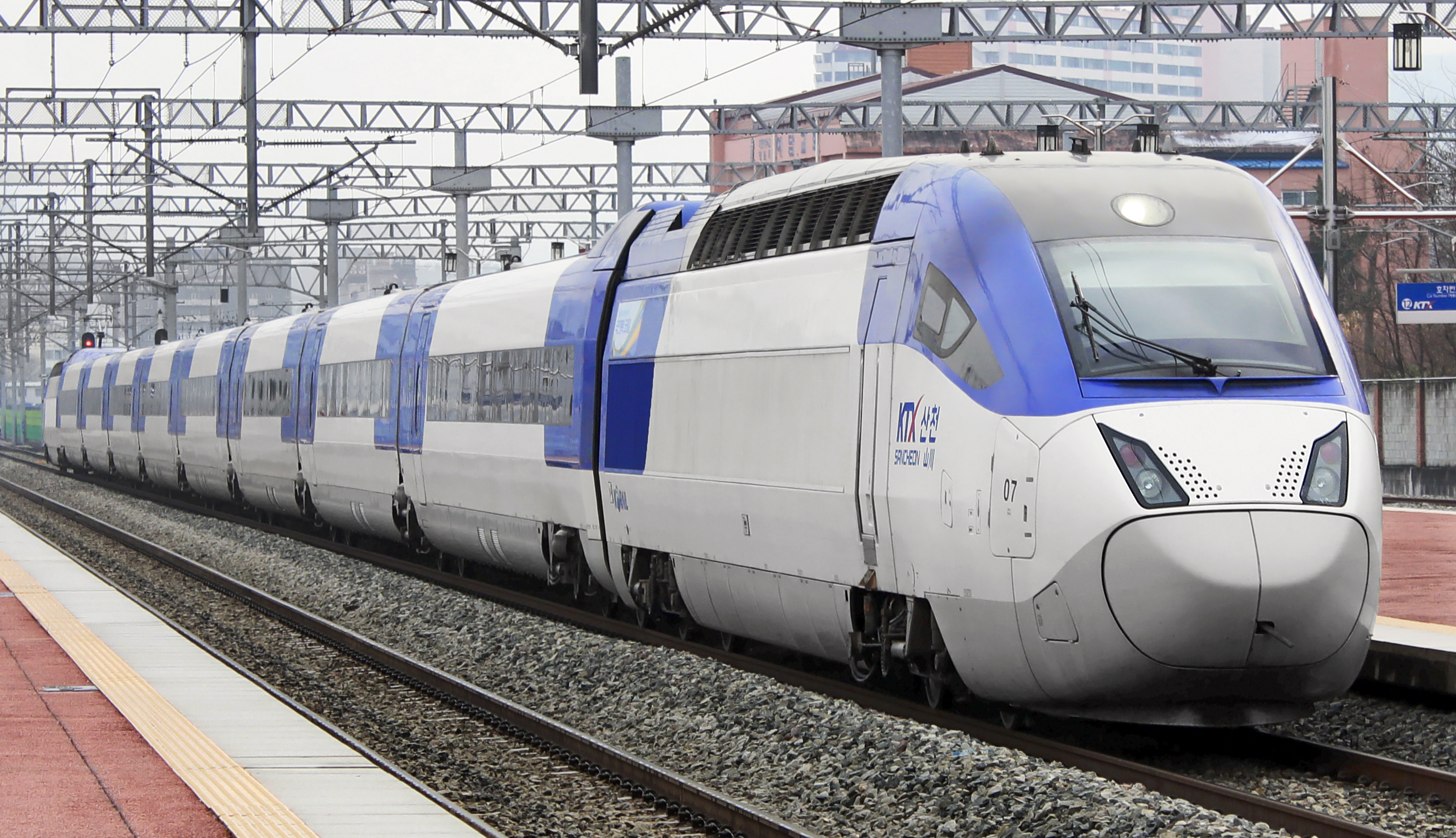
Суперэлектропоезд Корейской высокоскоростной железной дороги KTX-Санчхон

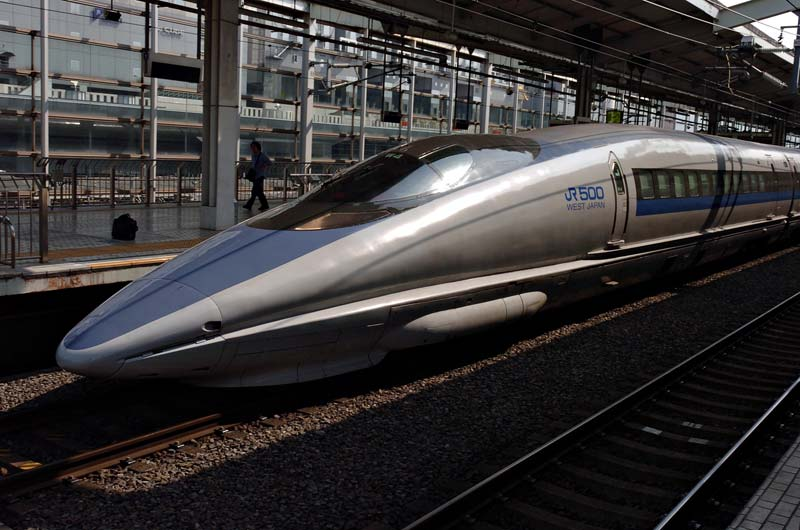
Современный суперэлектропоезд Синкансэн серии 500 с острой носовой частью длиной 13 метров

В своём большинстве применяемые на ВСНТ технологии аналогичны стандартным технологиям железнодорожного транспорта. Отличия же обусловлены прежде всего высокой скоростью движения, что влечёт за собой возрастание таких параметров, как центробежные силы (возникают при прохождении поездом кривых участков пути, могут вызвать состояние дискомфорта у пассажиров) и сопротивление движению. В целом повышение скорости движения поездов ограничивают следующие факторы:
- аэродинамика;
- механическое сопротивление пути;
- тяговые и тормозные мощности;
- динамическая устойчивость движения;
- надёжность токосъёма (для ЭПС).

Для улучшения аэродинамических показателей поезда имеют обтекаемую форму передней части и минимальное число выступающих частей, а выступающие (например, токоприёмники) оборудуются специальным обтекаемыми кожухами. Дополнительно подвагонное оборудование закрывается специальными щитами. За счёт применения таких конструктивных мероприятий снижается заодно и аэродинамический шум, то есть поезд становится менее шумным.
Механическое сопротивление в основном заключается во взаимодействии колесо-рельс, то есть для снижения сопротивления требуется снизить прогиб рельсов. Для этого прежде всего усиливают железнодорожный путь, для чего применяются рельсы тяжёлых типов, железобетонные шпалы, щебёночный балласт. Также снижают нагрузки от колёс на рельсы, для чего в материалах кузовов вагонов применяют алюминиевые сплавы и пластик.
Как одна из альтернативных возможностей высокоскоростного железнодорожного движения и для отработки высоких скоростей на железнодорожных путях, в 1930-х годах в Германии («Рельсовый цеппелин»), в 1960-х годах в США (M-497) и в 1970-х годах в СССР (Скоростной вагон-лаборатория) проходили испытания прототипы поездов, не имеющие моторной тяги тележек колёсных пар и приводившиеся в движение турбовинтовыми и турбореактивными двигателями.
Также с целью вообще избавиться от колёсного трения, то есть заставить поезд висеть над путями (нерельсовыми направляющими или полотном), были разработаны поезда на воздушной подушке с турбовинтовыми и турбореактивными двигателями (французские аэротрейн, немецкий «цеппелин», и др.), не вошедшие в широкую эксплуатацию, также поезда на магнитной левитации (маглевы) с линейными тяговыми электродвигателями и сверхпроводниками, получившие в мире некоторое распространение.
Для обеспечения высокой выходной мощности поезд должен иметь очень мощный первичный источник энергии. Этим и объясняется, что практически все высокоскоростные поезда (лишь за редким исключением) относятся к электроподвижному составу (электровозы, электропоезда). Тяговые электродвигатели на поездах первого поколения были коллекторными постоянного тока. Мощность такого двигателя ограничена прежде всего коллекторно-щёточным узлом (который к тому же ненадёжен), поэтому уже на поездах последующих поколений стали применяться бесколлекторные тяговые электродвигатели: синхронные (вентильные) и асинхронные. Такие двигатели имеют гораздо более высокую мощность, так, для сравнения: мощность ТЭД постоянного тока электропоезда TGV-PSE (1-е поколение) составляет 538 кВт, а синхронного ТЭД электропоезда TGV-A (2-е поколение) — 1100 кВт.
Для торможения высокоскоростных поездов прежде всего используется электрическое торможение, на высоких скоростях — рекуперативное, а на низких — реостатное. Однако современные статические преобразователи (например, 4q-S, применяется на ЭПС 4-го поколения) позволяют применять на подвижном составе с бесколлекторными ТЭД и рекуперативное торможение практически во всём диапазоне скоростей.

## ВСНТ и другие виды транспорта

### Высокоскоростные поезда
|                           | Синкансэн E5                                                                                       | Синкансэн N700                                                                            | Синкансэн L0 (JR-Maglev)                                                             | TGV Duplex                                |
| ------------------------- | -------------------------------------------------------------------------------------------------- | ----------------------------------------------------------------------------------------- | ------------------------------------------------------------------------------------ | ----------------------------------------- |
| Модификации               | E5 \ E6                                                                                            | 700 \ N700 \ N700S                                                                        | ML500 \ L0                                                                           | TGV Duplex                                |
| Изображение               | Синкансен E5                                                                                       | N700                                                                                      |                                                                                      |                                           |
| Страна и производитель    | Hitachi и Kawasaki Heavy Industries                                                                | Hitachi, Nippon Sharyo, Kawasaki Heavy Industries, Kinki Sharyo                           | Японский исследовательский институт железнодорожной техники                          | GEC Alsthom                               |
| Год                       | 2011 \ 2013                                                                                        | 1999 \ 2007                                                                               | 1987 \ 2015                                                                          | 1995                                      |
| Статус                    | В эксплуатации                                                                                     | В эксплуатации                                                                            | Эксплуатация завершена \ Ожидает введения в эксплуатацию                             | В эксплуатации                            |
| Скорость эксплуатационная | 320 км\ч                                                                                           | 270 (285) \ 300 км\ч                                                                      | >500 км\ч                                                                            |                                           |
| Максимальная скорость     | | 285 км\ч \                                                                                | \ 603 км\ч                                                                           | 320 км\ч                                  |
| Ускорение                 | 1,71 км\ч\с                                                                                        | 2 (1,6) \ 2,6 км\ч\с                                                                      |                                                                                      |                                           |
| Схема                     | |                                                                                           |                                                                                      | одиночный, двойной, одиночный+одноэтажный |
| Вагонов                   | 10 \ 10                                                                                            | 8(16) \ 16                                                                                |                                                                                      | 10                                        |
| Кресел                    | | 571 (1323) \ 1323                                                                         |                                                                                      | 545                                       |
| Выходная мощность         | 9960 кВт                                                                                           | 6600 (13200) \ 17080 кВт                                                                  |                                                                                      | 3680 \ 8800 кВт                           |
| Напряжение сети           | ~25 кВ 50 Гц                                                                                       | ~25 кВ; 60 Гц                                                                             |                                                                                      | постоянный ток 1,5 кВ \ ~25 кВ 50 Гц      |
| Линия и эксплуатант       | Тохоку-синкансэн (Хаябуса) JR East \ Тохоку-синкансэн и Акита-синкансэн East Japan Railway Company | Токайдо-синкансэн JR Central, Санъё-синкансэн JR West, Кюсю-синкансэн JR Kyushu           | Тюо-синкансэн                                                                        | LGV Восток SNCF/ VFE                      |
| Ширина колеи              | 1435 мм                                                                                            | 1435 мм                                                                                   |                                                                                      | 1435 мм                                   |
| Технология                | электропоезд                                                                                       | электропоезд с частотно-регулируемым приводом и рекуперативными пневматическими тормазами | электродинамическую подвеску на сверхпроводящих магнитах (EDS) с линейным двигателем |                                           |

### ВСНТ и авиация

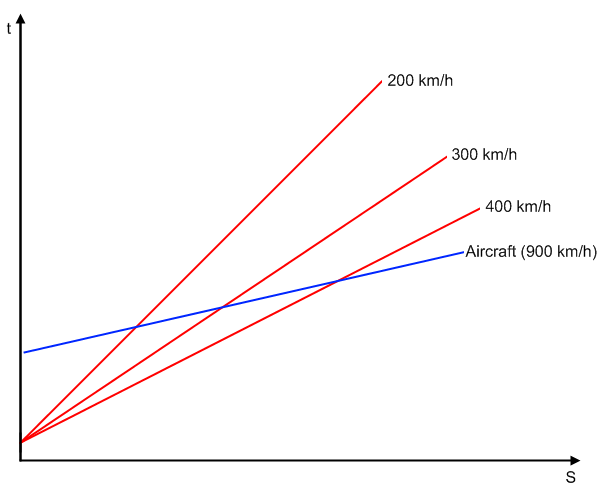
Сравнение общего времени поездки на поездах (красные линии) и самолёте (синяя линия)

На начало 2011 года высокоскоростные поезда ещё не достигли скоростей пассажирских реактивных самолётов — 900—950 км/ч. Из этого можно сделать вывод, что на самолёте из города в город можно добраться быстрее, чем на поезде. Однако, здесь вступает в силу то обстоятельство, что аэропорты в своём большинстве находятся далеко от центра городов (из-за обширной инфраструктуры и высокого шума от самолётов), и дорога до них может занимать значительное время. Помимо этого, довольно продолжительное время (около 1 часа) занимает регистрация перед посадкой, а также накладные расходы на взлёт и приземление. В свою очередь, высокоскоростные поезда могут отправляться с центральных вокзалов города, а время от покупки билета до отправления поезда может занимать около 15 минут. Таким образом, данная разница во времени позволяет поездам иметь некоторое преимущество перед самолётами. На рисунке приведены графики приблизительного времени поездки на поездах и самолёте с учётом времени на поездку до вокзала или аэропорта и регистрацию. Исходя из него, можно увидеть, что до определённого расстояния общее время поездки на поезде будет меньше, чем на самолёте.
Замена авиасообщения между городами на ВСНТ, прежде всего, позволяет высвободить значительное количество самолётов, что даёт экономию в дорогом авиационном топливе, а также позволяет разгрузить аэропорты. Последнее даёт возможность увеличить число дальних авиарейсов, в том числе и межконтинентальных. Уже с пуском первых ВСМ произошёл значительный отток пассажиропотока с внутренней авиации на ВСНТ, из-за чего авиакомпании были вынуждены либо сокращать число таких авиарейсов, либо привлекать пассажиров снижением стоимости билетов и ускорением обслуживания. Немалое обстоятельство здесь сыграл и фактор безопасности — в феврале-марте 1966 года в Японии произошла серия крупных авиакатастроф (4 февраля, 4 марта, 5 марта), что и вызвало подрыв доверия к авиации.

## Высокоскоростной наземный транспорт по странам

Высокоскоростные магистрали Европы 310−320 км/ч 270−300 км/ч 240−260 км/ч 200−230 км/ч  <200 км/ч
Высокоскоростные магистрали Западной Азии 270−300 км/ч 240−260 км/ч 200−230 км/ч  <200 км/ч
Высокоскоростные магистрали Восточной Азии 320-350 км/ч  265−310 км/ч  240−260 км/ч  200−230 км/ч  <200 км/ч
Высокоскоростные магистрали Южной и Юго-Восточной Азии 320-350 км/ч  265-310  240-260 км/ч  200-230 км/ч  <200 км/ч